# Нахимовский тоннель
Нахи́мовский тонне́ль — автомобильный тоннель в Москве под Варшавским шоссе и железнодорожными путями Павелецкого направления Московской железной дороги, открыт в 2002 году.

## Описание
Автомобильный тоннель является частью Варшавско-Нахимовской развязки, введённой в эксплуатацию в 2002 году. Он соединяет Нахимовский проспект и Коломенский проезд. Общая длина тоннеля составляет 430 м, длина закрытой части — 275 м. Ширина тоннеля составляет 40 м. В нём по 4 полосы для движения в каждом направлении.

## Конструкция
В ходе строительства применены уникальные технические решения — впервые в российской и европейской практике проведено строительство тоннеля под действующей железной дорогой без остановки движения, для чего был сооружен специальный защитный экран, а сами железобетонные секции тоннеля продавливались под насыпью.
Тоннель — мелкого заложения, коробчатого типа, с промежуточным рядом опор; покрытие: асфальт. Количество тоннелей — 1, в нём — 8 (восемь) полос движения: по 4 в каждую сторону, 2×(20×8) метра, плюс технологический тротуар около 60 см в ширину, для пешеходного движения не предназначен.
Недостаток, при заезде Варшавского шоссе, нет полос разгона.